# Мађарска грађанска касина (Сомбор)
Мађарска грађанска касина,  (мађ. Magyar Polgári Kaszinó), некадашња Стрилићева кућа, која је преправљена и дограђена 1882/83. године у Сомбору за потребе "Друштва грађанске касине", касније "Мађарска грађанска касина", чији задатак је био да развија културно, политичко и економско образовање у народу. Здање Мађарске грађанске касине налази се на углу улица Венац војводе Петра Бојовића и Апатинског пута у Сомбору, у Западнобачком округу.

## Историјат
Године 1828. у Пешти гроф Иштван Сечењи, оснивач Мађарске академије наука и уметности, покренуо је "Народну касину" (мађ. Nemzeti casino), чији задатак је био да развија културно, политичко и економско образовање у народу. У наредним деценијама у свим већим градовима тадашње Угарске настају слична удружења.
У Сомбору је 1862. године неформално основано "Друштво грађанске касине" (мађ. Polgári Kaszinó-egyesület), у службени регистар уведено 1867. године када је имало 123 члана углавном мађарске народности али је међу члановима било и Буњеваца, Немаца и Јевреја.
Касина је приређивала разне приредбе и игранке. У оквиру Касине деловали су и Занатлијско певачко друштво, аматерски оркестар и аматерска позоришна дружина. Основано је и Добровољно ватрогасно удружење у Сомбору 1869. године.
Од 1880. године омогућено је да у чланство Певачког друштва буду примљене и жене, мада је изричито наглашено да им није место у управи.
Касније се Касини прикључило и Мађарско омладинско певачко друштво као и Немачко момачко певачко удружење.
После 15 година рада Касине, међу имућнијим члановима сакупљена су средства за подизање дома. Године 1882. године је од Марије Стрилић, удовице некадашњег жупанијског судије Тобијаша Стрилића, купљена је кућа на углу Венца војводе Петра Бојовића и Апатинског пута.

## Изглед Мађарске грађанске касине
Некадашња Стрилићева кућа је током 1882/83. године преправљена и дограђена. Нови изглед куће био је у стилу псеудокласицизма, а здање је било у облику слова Л, чији је дужи део окренут ка Венцу. На средини фасаде старог дела Касине налазила се трифора (троделни прозор), а са њених бочних страна била су још по три прозора. На краћем делу здања, који је гледао на Апатински пут, налазила су се само два прозора, а на угловима зграде били су рустични украси.
Зграда касине састоји се из два различита грађевинска дела, односно објекта. Први део је приземна зграда на углу Венца војводе Петра Бојовића и Апатинског пута, саграђена у другој половини 19. века.
Фасада је скромног стилског украса. Главна фасада овог дела, према Венцу је симетрична са прозорима, око којих су једноставни малтерисани профилисани оквири. Нема портала за локале. Углови зграде имају рустичне украсе. Крило исте зграде према Апатинском путу, има само два прозора.
Други део овог грађевинског склопа је у продужетку угаоне зграде према Апатинском путу, где је сала, знатно је веће висине венца и богатије фасадне декорације. Оно се наставља на већ постојеће приземно здање.
Обе зграде су у функцији касине, али различите архитектуре и времена изградње. У сали за више намена налазе се чувена глачана венецијанска огледала које је Друштво наручило крајем 19. века, а у то време основана је и библиотека која постоји све до данас.
Улаз у објекат је из дворишта који има и друге садржаје: спомен обележје, летњу башту и помоћне објекте.

## Намена
Чланови Касине су били од самог њеног формирања ангажовани на широком пољу културних делатности; књижевних промоција, музичког израза, групних и самосталних сликарских изложби са циљем развија културног, политичког и економског образовања у народу. Тиме је зграда Касине од установљења постала, и до наших дана остала, одредишно место културе за чланове, али и све грађане Сомбора.
Од 1883. године у чланство Касине могла су да приступе и војна лица, омладинци и ученици мушких школа. Од 1900. године у оквиру Касине је радио и Женски музички оркестар. 
Током Првог светског рата у згради Касине налазила се ратна болница, а након рата називу Грађанске касине придодата је мађарска национална одредница и носи назив Мађарска грађанска касина (мађ. Magyar Polgári Kaszinó).
После Другог светског рата, у време брисања националних одредница у сомборским културним удружењима, Мађарска грађанска касина названа је  КУД "Петефи Шандор". У здању Касине су, у време Мађарске револуције 1956. године, биле смештене избеглице из Мађарске. Старо име Касини је враћено 2002. године, када је у дворишту њеног здања постављена и спомен-плоча Јожефу Швајдлу, рођеном Сомборцу и генералу мађарске војске из времена Мађарске грађанске револуције 1848/49. године.

## Касина данас
Касина је све до данас остала културно средиште сомборских Мађара, а у њој ради више секција, које окупљају стотинак чланова. 
Кров и фасада овог здања потпуно су обновљени у стилу мађарске сецесије током 2014. године, а 2015. године у истом стилу је, у дворишном простору, према улици, дограђен део здања.
У дворишту сомборске Мађарске грађанске касине 2017. године у свечано је откривена и биста (бронзано попрсје) генерала Јожефа Швајдла, рад сомборског академског вајара Петера Мраковића.
На објектима су сачувани сви стилски елементи оригиналног изгледа.

## Галерија
- Поглед на Мађарску грађанску касину са Апатинског пута
- Поглед на Мађарску грађанску касину са Апатинског пута
- Поглед на Мађарску грађанску касину са Венца војводе Петра Бојовића
- Двориште
- Улазна врата
- Детаљ на улазним вратима
- Биста Јожефа Швајдла
- Табла на улазу
- Табла на улазу